# كايل كاسيدي
كايل كاسيدي (بالإنجليزية: Kyle Cassidy)‏ هو مصور أمريكي، ولد في 31 أكتوبر 1966 في ودبيري في الولايات المتحدة.

## وصلات خارجية
- كايل كاسيدي على موقع ميوزك برينز (الإنجليزية)
- كايل كاسيدي على موقع ديسكوغز (الإنجليزية)

- الموقع الرسمي